# Les Essarts, Eure
 Les Essarts  là một xã thuộc tỉnh Eure trong vùng Normandie miền bắc nước Pháp.

## Huy hiệu
| Arms of Les Essarts | The arms of Les Essarts are blazoned: Gules, a chevron Or. |